# 小行星20658
小行星20658（20658 Bushmarinov）是一颗绕太阳运转的小行星，为主小行星带小行星。该小行星于1999年10月3日发现。

## 轨道参数
小行星20658的轨道半长轴为2.3971936 UA，离心率为0.112。